# 老惠灵顿客栈

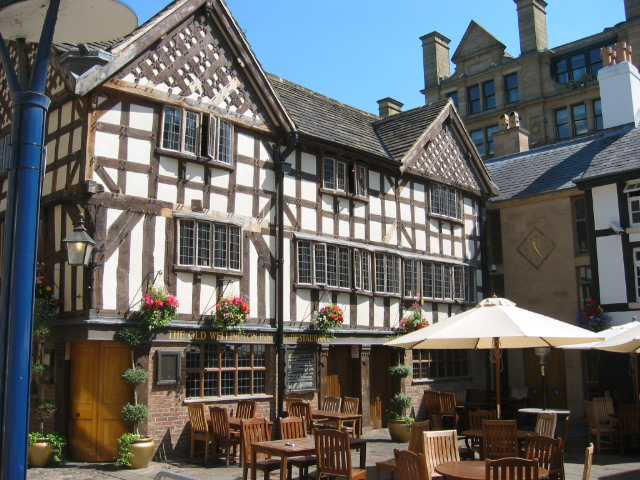
老惠灵顿客栈

老惠灵顿客栈（The Old Wellington Inn）是英国曼彻斯特市中心的一个木骨架酒吧。它是在1999年开辟的肉铺广场的一部分，靠近曼彻斯特座堂。它是一个II级登录建筑.。

## 历史
它是曼彻斯特最古老的此类建筑，建于1552年，毗邻集市广场，即今日的市场街。1554年，此处开设一个布店，属于拜罗姆家族， 作家约翰·拜罗姆于1692年出生在这里。建筑在17世纪增加了第三层。 1830年，该建筑成为一个酒吧。到1865年，该建筑物的底层称为惠灵顿客栈，而较高的楼层由数学和光学仪器的制造商使用。后来，在1897年，上层开辟一个渔具店。
1970年代，建筑的高度提高了1.4米，整个建筑搬迁，为安达尔商业中心的发展腾出空间。旅馆在1981年重新开放。 它在1996年曼彻斯特爆炸案中受损，耗资50万英镑的费用修复后，于1997年2月重新开放。 为了爆炸案之后的城市发展，该建筑，以及毗邻的辛克莱牡蛎酒吧，拆除后，在300米外重建，与座堂间形成肉铺广场。搬迁于1999年11月完成，酒馆重新开放。